# Cydrela unguiculata
Cydrela unguiculata är en spindelart som först beskrevs av O. Pickard-Cambridge 1870.  Cydrela unguiculata ingår i släktet Cydrela och familjen Zodariidae. Inga underarter finns listade i Catalogue of Life.